# Abdi (historiador)
Abdi fou el mahlas (pseudònim) d'un cronista (vakanüvis) otomà del segle xvii que fou secretari o kàtib de Yusuf Agà, el cap dels eunucs. Testimoni presencial dels solemnes actes organitzats a Edirne el juny i juliol de 1675 per festejar la circumcisió del príncep hereu Mustafà, fill del soldà Mehmet IV, i el casament de la princesa Khadija amb el visir segon Mustafà Paixà, organitzats en gran part pel seu cap, els narrà en una crònica de la qual se'n conserven diversos manuscrits.